# Ольховатка (Купянский район)
Ольхова́тка (укр. Вільхуватка) — село в Купянском районе Харьковской области Украины. Административный центр Ольховатской сельской общины.
Код КОАТУУ — 6321484001. Население по переписи 2001 года составляло 1294 (598/696 м/ж) человека.
До 2020 года являлось административным центром Ольховатского сельского совета Великобурлукского района, в который, кроме того, входили сёла
Анискино,
Водяное,
Долгенькое,
Зарубинка,
Ивашкино,
Комиссарово,
Широкое и
Устиновка.

## Географическое положение
Село Ольховатка находится рядом с балкой реки Водяная, примыкает к сёлам Водяное, Долгенькое и Зарубинка.
По селу протекает несколько пересыхающих ручьев, на которых сделаны запруды.
Рядом проходит автомобильная дорога Т-2104.

## История
Село впервие упоминается в 1693 году. С 1765 года входила в Купянский уезд Воронежского наместничества. В 1782 году в Ольховатке родился Пётр Котляревский — выдающийся военный деятель Российской империи, генерал от инфантерии. 
В 1937—1941 годах, перед Великой Отечественной войной, в Ольховатке были 596 дворов, машинно-тракторная станция и районный совет.
До 17 июля 2020 года село находилось в Великобурлукском районе; с данной даты ликвидации данного района — в Купянском районе.

## Объекты социальной сферы
- Школа.
- Больница.
- В селе Ольховатка организован первый на Украине сельский приют для несовершеннолетних.

## Достопримечательности
- Братская могила советских воинов.
- Гидрологический заказник местного значения «Малобурлуцкий». Площадь 50,0 га. Размещен около сёл Ольховатка и Малый Бурлук.